# Cycle cardiaque

Le cycle cardiaque se compose de deux périodes : une pendant laquelle le muscle cardiaque se détend et se remplit de sang, appelée diastole, suivie d'une période de contraction vigoureuse et le pompage du sang, appelé systole. Après s'être vidé, le cœur se détend immédiatement et se dilate pour recevoir un autre afflux de sang revenant des poumons et d'autres systèmes du corps, avant de se contracter à nouveau pour pomper le sang vers les poumons et ces systèmes. Un cœur qui fonctionne normalement doit être complètement dilaté avant de pouvoir pomper à nouveau efficacement. En supposant un cœur en bonne santé et un rythme typique de 70 à 75 battements par minute, chaque cycle cardiaque, ou battement de cœur, prend environ 0,8 seconde pour terminer le cycle.
Le cœur a deux atriums et deux ventricules; qui sont jumelés comme le cœur gauche et le cœur droit - c'est-à-dire l'atrium gauche avec le ventricule gauche, l'atrium droit avec le ventricule droit - et ils travaillent de concert pour répéter le cycle cardiaque continuellement.